# Болдирєва Євдокія Гаврилівна
Євдокія Гаврилівна Бо́лдирєва (12 лютого 1916, Довгинцеве — 26 березня 2016, Київ) — український живописець, член Спілки радянських художників України з 1946 року. Дружина художника Володимира Болдирєва, мати графіка Наталії Болдирєвої.

## Біографія
Народилася 30 січня [12 лютого] 1916 року на станції Довгинцевій (нині Кривий Ріг, Дніпропетровська область, Україна). Протягом 1935—1946 років (з перервами) навчалась у Київському художньому інституті (викладачі Карпо Трохименко, Олексій Шовкуненко, Михайло Шаронов, Олександр Фомін). Дипломна робота — картина «Дніпро під Вишгородом».
З 1947 року працювала живописцем у Художньому фонді України. Жила в Києві, в будинку на вулиці Червоноармійській № 12, квартира № 16, потім в будинку на провулку Бастіонному № 9, квартира 62. Померла в Києві 26 березня 2016 року.

## Творчість
Працювала в галузі станкового живопису. Писала натюрморти, пейзажі, жанрові сцени, портрети. Серед робіт:
- «Дніпро під Вишгородом» (1946);
- «Автопортрет» (1946);
- «Донбас. Завод імені Сталіна» (1947, полотно, олія; Полтавський художній музей[3]);
- «Відновлення домни. Макіївка» (1947, Сумський художній музей імені Никанора Онацького);
- «Коксохімічний завод. Рудченкове» (1949, Національний художній музей України);
- «Київ. Вокзал» (1951, полотно, олія; Національний художній музей України[4]);
- «Хата в Моринцях» (1952);
- «Зима» (1952);
- «Будівництво нової шахти в Донбасі» (1957);
- «Зелена вулиця» (1957);
- «На металургійному заводі» (1960);
- «В Кобзаревій хаті» (1961);
- «Подружжя Кисіль» (1961);
- «Дорога до колгоспу» (1961);
- «Будівництво Київської ГЕС» (1963);
- «Дорога до Чернечої гори» (1964);
- «Холодно» (1966);
- «Київські каштани» (1967);
- «Брат і сестра» (1968);
- «Пам'ять батьків» (1969);
- «Мої батьки» (1970);
- «Ланкова» (1971);
- «Юний кролівник» (1972);
- «Бульдонеж» (1978);
- «Кам'яниця в Седневі» (1986);
- «Травневий сад» (1986);
- «Дари ланів» (1991);
- «Повінь» (1995);
- «Мальви» (1996);
- «Білі півонії» (1996);
- «Подарункові квіти» (1997).

1968 року розпочала серію «Вдови Великої Вітчизняної».
Брала участь у республіканських виставках з 1947 року, всесоюзних з 1946 року. Персональні виставки відбулися у Києві:
- 1975 — виставковий зал Спілки художників України на вулиці Володимирській;
- 1997 — галерея «Л-Арт»;
- 1997 — «Родина». Національний музей Тараса Шевченка;
- 1999 — «Вдови Великої Вітчизняної». Національний художній музей України;
- 2004 — галерея «Моро»;
- 2006 — до 90-річчя Центрального будинку художника. Виставкові зали НСХУ.

Крім згаданих музеїв, роботи художниці зберігаються в Національному музеї Тараса Шевченка, Національному музеї у Львові, у приватних збірках України, Росії, Німеччини, Японії, Сполучених Штатів Америки, Франції, Великої Британії, Канади, Бельгії.
Авторка статті в Енциклопедії сучасної України про Галину Зорю.

## Відзнаки
- Заслужений художник України (з 2006 року; за вагомий особистий внесок у соціально-економічний і культурний розвиток України, активну громадську діяльність, багаторічну сумлінну працю[7]);
- Довічна державна стипендія (з 2006 року)[8].